# تاکئو اوتسوکا
تاکئو اوتسوکا (انگلیسی: Takeo Ōtsuka؛ زادهٔ ۱۹ اکتبر ۱۹۹۲) صداپیشگی در ژاپن اهل ژاپن است. وی از سال ۲۰۱۶ میلادی تاکنون مشغول فعالیت بوده‌است.